# Iwan Kożanow
Iwan Kuźmicz Kożanow, ros. Иван Кузьмич Кожанов (ur. 12 maja?/24 maja 1897 w stanicy Wozniesienska Krasnodarskij Kraj, zm. 22 sierpnia 1938 w Moskwie) – radziecki dowódca wojskowy, flagman floty II rangi (22 listopada 1935).

## Życiorys
W latach 1916–1917 uczył się w klasach Morskiej Gwardii Korpusu Morskiego w Petersburgu. Od 1917 w Socjaldemokratycznej Partii Robotników Rosji (SDPRR). Od marca 1918 w Oddziale Morskim, od marca 1918 szef Oddziału Desantowego Wołżańskiej Flotylli Marynarki Wojennej Rosji Sowieckiej. Od sierpnia 1919 dowodził Oddziałami Desantowymi Wołżańsko-Kaspijskiej Flotylli Wojennej Frontu Wschodniego, w walkach z białymi i oddziałami czeskimi na Powołżu. Dowodził operacją elzelijską w 1920 w walce przeciw desantowi gen. Ułagaja na Kubaniu. Od września 1920 do stycznia 1921 dowódca Morskiej Dywizji Ekspedycyjnej na pobrzeżu Morza Azowskiego. W marcu 1921 jeden z dowódców zdławienia powstania marynarzy w Kronsztadzie, po czym dowódca Sił Morskich Morza Bałtyckiego.
Od grudnia 1921 do listopada 1922 członek Rewolucyjnej Rady Wojennej Sił Morskich Morza Czarnego i Morza Azowskiego. W latach 1922–1924 dowódca i komisarz Sił Morskich Dalekiego Wschodu (Floty Oceanu Spokojnego). Ukończył Akademię Marynarki Wojennej w 1927. W latach 1927–1929 attaché wojskowy w Japonii. W 1930 szef sztabu Floty Bałtyckiej. W latach 1931–1937 dowódca Floty Czarnomorskiej.
Aresztowany, sądzony i skazany na śmierć w procesach wielkich czystek. Rehabilitowany.

## Odznaczenia
- Order Czerwonego Sztandaru
- Order Czerwonej Gwiazdy